# Ԑ̈
Cette page contient des caractères spéciaux ou non latins. S’ils s’affichent mal (▯, ?, etc.), consultez la page d’aide Unicode.
L’epsilon tréma ou zé réfléchi tréma (capitale Ԑ̈, minuscule ԑ̈) est une lettre de l'alphabet cyrillique utilisée en khanty. Il est composé d’un zé réfléchi ‹ Ԑ › diacrité d’un tréma.

## Représentation informatique
Le zé réfléchi tréma peut être représenté avec les caractères Unicode suivants :
- décomposé (cyrillique, diacritiques) :

| formes    | représentations | chaînes de caractères | points de code | descriptions                                              |
| --------- | --------------- | --------------------- | -------------- | --------------------------------------------------------- |
| capitale  | Ԑ̈               | Ԑ◌̈                    | U+0510 U+0308  | lettre majuscule cyrillique zé réfléchi diacritique tréma |
| minuscule | ԑ̈               | ԑ◌̈                    | U+0511 U+0308  | lettre minuscule cyrillique zé réfléchi diacritique tréma |